# Ercole I d'Este
Ercole I d'Este (n. 26 octombrie 1431, Ferrara, Statele Papale – d. 25 ianuarie 1505, Ferrara, Statele Papale) a fost Duce de Ferrara din 1471 până în 1505. A fost membru al Casei de Este și unul din principalii patroni ai culturii Renașterii.   

## Biografie
Fiu al lui Nicolò al III-lea d'Este și Ricciarda da Saluzzo, a fost educat la curtea neapolitană a regelui Alfons al V-lea de Aragon, din 1445 până în 1460; acolo a studiat artele militare, cavaleria și a dobândit aprecierea arhitecturii all'antica și a artelor plastice, ceea ce va duce la transformarea sa în unul dintre cei mai importanți patroni ai artei Renașterii.  Bunicii materni erau Thomas al III-lea de Saluzzo și Marguerite de Roussy.
În 1471, cu sprijinul Republicii Veneția, a devenit Duce la moartea fratelui său vitreg Borso, profitând de absența fiului acestuia, Niccolò, care era în Mantua. În timpul unei absențe a lui Ercole de la Ferrara, Niccolò a încercat o lovitură de stat, care a fost zdrobită; Niccolò și vărul său Azzo au fost decapitați la 4 septembrie 1476. Ercole s-a căsătorit în 1473 cu Eleonora d'Aragon, fiica lui Ferdinand I al Neapole. 
În 1482-1484 el a luptat în război cu Republica Veneția, care s-a aliat cu Papa Sixtus al IV-lea. Ercole a reușit să pună capăt războiului prin cedarea regiunii Polesine în Pacea de la Bagnolo, iar Ferrara a scăpat de soarta distrugerii sau absorbției în stăpânirea papală. Însă războiul a fost o umilință pentru Ercole, care era bolnav și imobilizat în timp ce armata asediatoare a distrus proprietățile Este.
După aceasta, el a rămas neutru în războiul italian din 1494-1498 și a încercat restul domniei sale să îmbunătățească relațiile cu Statele Papale. Ercole a acceptat fără tragere de inimă căsătoria fiului său Alfonso cu Lucrezia Borgia, fiica Papei Alexandru al VI-lea, o căsătorie care a adus donații teritoriale notabile.

## Familie și copii
Ercole și Eleonora au avut șase copii:  
- Alfonso (căsătorit cu Lucrezia Borgia)
- Isabella născută în 1474 (căsătorită cu Francesco II Gonzaga, marchiz de Mantua)
- Beatrice născută în 1475 (căsătorită cu Ludovico Sforza, viitor Duce de Milano)
- Ferrante (aruncat în închisoare de fratele său Alfonso în 1506, unde a murit 34 de ani mai târziu)
- Ippolito (cardinal)
- Sigismondo d'Este

Ercole a avut și doi copii nelegitimi:
- Lucrezia d'Este, născută în cca.1477 (căsătorită cu Annibale II Bentivoglio)
- Giulio